# Eslettes
Eslettes – miejscowość i gmina we Francji, w regionie Normandia, w departamencie Sekwana Nadmorska.
Według danych na rok 1990 gminę zamieszkiwały 1383 osoby, a gęstość zaludnienia wynosiła 270 osób/km² (wśród 1421 gmin Górnej Normandii Eslettes plasuje się na 159. miejscu pod względem liczby ludności, natomiast pod względem powierzchni na miejscu 680.).